# Wahlkreis Terni (Camera dei deputati)
Der Wahlkreis Terni war von 1993 bis 2005 und ist seit 2017 wieder ein Wahlkreis (italienisch collegio elettorale) für die Wahl der Abgeordnetenkammer.

## Von 1993 bis 2005

### Wahlkreisgebiet
Der Wahlkreis umfasste 6 Gemeinden: Arrone, Ferentillo, Montefranco, Polino, Stroncone und Terni.

### Wahlergebnisse

#### Parlamentswahl 1994

##### Direktstimmen
| Kandidaten               | Kandidaten             | Parteien                                                   | Stimmen | %    |
| ------------------------ | ---------------------- | ---------------------------------------------------------- | ------- | ---- |
|                          | Paolo Raffaelligewählt | Progressisti                                               | 41.211  | 47,5 |
|                          | Francesco Renzetti     | Polo del Buon Governo (FI – AN – CCD – Uniti per l’Umbria) | 33.749  | 38,9 |
|                          | Massimo Scura          | Patto per l’Italia                                         | 11.798  | 13,6 |
| Gesamt                   | Gesamt                 | Gesamt                                                     | 86.758  | 100  |
|                          |                        |                                                            |         |      |
| Ungültige Stimmen        | Ungültige Stimmen      | Ungültige Stimmen                                          | 5.972   | 6,4  |
| Wähler                   | Wähler                 | Wähler                                                     | 92.730  | 89,9 |
| Wahlberechtigte          | Wahlberechtigte        | Wahlberechtigte                                            | 103.149 |      |
|                          |                        |                                                            |         |      |
| Quelle: Innenministerium |                        |                                                            |         |      |

##### Listenstimmen
| Parteien                             | Parteien                        | Parteien                           | Stimmen | %    |
| ------------------------------------ | ------------------------------- | ---------------------------------- | ------- | ---- |
|                                      | Progressisti                    | Partito Democratico della Sinistra | 31.002  | 35,3 |
| Partito della Rifondazione Comunista | Progressisti                    | 7.491                              | 8,5     |      |
| Federazione dei Verdi                | Progressisti                    | 1.963                              | 2,2     |      |
| Partito Socialista Italiano          | Progressisti                    | 1.709                              | 1,9     |      |
| Alleanza Democratica                 | Progressisti                    | 1.697                              | 1,9     |      |
| La Rete                              | Progressisti                    | 721                                | 0,8     |      |
| ↳ Gesamt                             | Progressisti                    | 44.583                             | 50,8    |      |
|                                      | Polo del Buon Governo           | Forza Italia                       | 15.454  | 17,6 |
| Alleanza Nazionale                   | Polo del Buon Governo           | 15.020                             | 17,1    |      |
| ↳ Gesamt                             | Polo del Buon Governo           | 30.474                             | 34,7    |      |
|                                      | Patto per l’Italia              | Partito Popolare Italiano          | 7.217   | 8,2  |
| Patto Segni                          | Patto per l’Italia              | 4.998                              | 5,7     |      |
| ↳ Gesamt                             | Patto per l’Italia              | 12.215                             | 13,9    |      |
|                                      | Socialdemocrazia per le Libertà | Socialdemocrazia per le Libertà    | 549     | 0,6  |
| Gesamt                               | Gesamt                          | Gesamt                             | 87.821  | 100  |
|                                      |                                 |                                    |         |      |
| Ungültige Stimmen                    | Ungültige Stimmen               | Ungültige Stimmen                  | 4.910   | 5,3  |
| Wähler                               | Wähler                          | Wähler                             | 92.731  | 89,9 |
| Wahlberechtigte                      | Wahlberechtigte                 | Wahlberechtigte                    | 103.149 |      |
|                                      |                                 |                                    |         |      |
| Quelle: Innenministerium             |                                 |                                    |         |      |

#### Parlamentswahl 1996

##### Direktstimmen
| Kandidaten               | Kandidaten             | Parteien            | Stimmen | %    |
| ------------------------ | ---------------------- | ------------------- | ------- | ---- |
|                          | Paolo Raffaelligewählt | L’Ulivo             | 48.952  | 57,5 |
|                          | Paolo Cicchini         | Polo per le Libertà | 34.911  | 41,0 |
|                          | Tito Pescolloni        | Lega Nord           | 1.219   | 1,4  |
| Gesamt                   | Gesamt                 | Gesamt              | 85.082  | 100  |
|                          |                        |                     |         |      |
| Ungültige Stimmen        | Ungültige Stimmen      | Ungültige Stimmen   | 5.888   | 6,5  |
| Wähler                   | Wähler                 | Wähler              | 90.970  | 88,1 |
| Wahlberechtigte          | Wahlberechtigte        | Wahlberechtigte     | 103.211 |      |
|                          |                        |                     |         |      |
| Quelle: Innenministerium |                        |                     |         |      |

##### Listenstimmen
| Parteien                                          | Parteien                             | Parteien                             | Stimmen | %    |
| ------------------------------------------------- | ------------------------------------ | ------------------------------------ | ------- | ---- |
|                                                   | L’Ulivo                              | Partito Democratico della Sinistra   | 28.015  | 32,5 |
| Popolari per Prodi (PPI – SVP – PRI – UD – Prodi) | L’Ulivo                              | 4.763                                | 5,5     |      |
| Rinnovamento Italiano                             | L’Ulivo                              | 4.258                                | 4,9     |      |
| Federazione dei Verdi                             | L’Ulivo                              | 2.039                                | 2,4     |      |
| ↳ Gesamt                                          | L’Ulivo                              | 39.075                               | 45,4    |      |
|                                                   | Polo per le Libertà                  | Alleanza Nazionale                   | 17.071  | 19,8 |
| Forza Italia                                      | Polo per le Libertà                  | 15.385                               | 17,9    |      |
| CCD – CDU                                         | Polo per le Libertà                  | 2.914                                | 3,4     |      |
| ↳ Gesamt                                          | Polo per le Libertà                  | 35.370                               | 41,1    |      |
|                                                   | Partito della Rifondazione Comunista | Partito della Rifondazione Comunista | 11.079  | 12,9 |
|                                                   | Lega Nord                            | Lega Nord                            | 620     | 0,7  |
| Gesamt                                            | Gesamt                               | Gesamt                               | 86.144  | 100  |
|                                                   |                                      |                                      |         |      |
| Ungültige Stimmen                                 | Ungültige Stimmen                    | Ungültige Stimmen                    | 4.826   | 5,3  |
| Wähler                                            | Wähler                               | Wähler                               | 90.970  | 88,1 |
| Wahlberechtigte                                   | Wahlberechtigte                      | Wahlberechtigte                      | 103.211 |      |
|                                                   |                                      |                                      |         |      |
| Quelle: Innenministerium                          |                                      |                                      |         |      |

#### Nachwahl 1999
Die Wahl fand am 28 November statt
| Kandidaten                                      | Kandidaten                | Parteien                                | Stimmen | %    |
| ----------------------------------------------- | ------------------------- | --------------------------------------- | ------- | ---- |
|                                                 | Enrico Micheligewählt     | L’Ulivo                                 | 27.576  | 54,8 |
|                                                 | Enrico Melasecche Germini | Forza Italia – Alleanza Nazionale – CCD | 18.519  | 36,8 |
|                                                 | Guido Botondi             | Partito della Rifondazione Comunista    | 4.205   | 8,4  |
| Gesamt                                          | Gesamt                    | Gesamt                                  | 50.300  | 100  |
|                                                 |                           |                                         |         |      |
| Ungültige Stimmen                               | Ungültige Stimmen         | Ungültige Stimmen                       | 2.886   | 5,4  |
| Wähler                                          | Wähler                    | Wähler                                  | 53.186  | 51,8 |
| Wahlberechtigte                                 | Wahlberechtigte           | Wahlberechtigte                         | 102.579 |      |
|                                                 |                           |                                         |         |      |
| Quellen: Camera dei deputati – Innenministerium |                           |                                         |         |      |

#### Parlamentswahl 2001

##### Direktstimmen
| Kandidaten               | Kandidaten            | Parteien           | Stimmen | %    |
| ------------------------ | --------------------- | ------------------ | ------- | ---- |
|                          | Enrico Micheligewählt | L’Ulivo            | 45.884  | 55,5 |
|                          | Stefano Neri          | Casa delle Libertà | 32.932  | 39,9 |
|                          | Lucio Lunelia         | Lista Di Pietro    | 1.959   | 2,4  |
|                          | Gino Iaculli          | Democrazia Europea | 1.850   | 2,2  |
| Gesamt                   | Gesamt                | Gesamt             | 82.625  | 100  |
|                          |                       |                    |         |      |
| Ungültige Stimmen        | Ungültige Stimmen     | Ungültige Stimmen  | 4.672   | 5,4  |
| Wähler                   | Wähler                | Wähler             | 87.297  | 85,4 |
| Wahlberechtigte          | Wahlberechtigte       | Wahlberechtigte    | 102.184 |      |
|                          |                       |                    |         |      |
| Quelle: Innenministerium |                       |                    |         |      |

##### Listenstimmen
| Parteien                               | Parteien                             | Parteien                             | Stimmen | %    |
| -------------------------------------- | ------------------------------------ | ------------------------------------ | ------- | ---- |
|                                        | L’Ulivo                              | Democratici di Sinistra              | 21.091  | 25,6 |
| La Margherita (Dem – PPI – RI – Udeur) | L’Ulivo                              | 12.052                               | 14,6    |      |
| Partito dei Comunisti Italiani         | L’Ulivo                              | 1.656                                | 2,0     |      |
| Il Girasole (FdV – SDI)                | L’Ulivo                              | 1.465                                | 1,8     |      |
| ↳ Gesamt                               | L’Ulivo                              | 36.264                               | 43,9    |      |
|                                        | Casa delle Libertà                   | Forza Italia                         | 18.576  | 22,5 |
| Alleanza Nazionale                     | Casa delle Libertà                   | 13.421                               | 16,3    |      |
| CCD – CDU                              | Casa delle Libertà                   | 1.215                                | 1,5     |      |
| Nuovo PSI                              | Casa delle Libertà                   | 891                                  | 1,1     |      |
| ↳ Gesamt                               | Casa delle Libertà                   | 34.103                               | 41,3    |      |
|                                        | Partito della Rifondazione Comunista | Partito della Rifondazione Comunista | 6.649   | 8,1  |
|                                        | Lista Di Pietro                      | Lista Di Pietro                      | 2.126   | 2,6  |
|                                        | Lista Emma Bonino                    | Lista Emma Bonino                    | 1.899   | 2,3  |
|                                        | Democrazia Europea                   | Democrazia Europea                   | 1.332   | 1,6  |
|                                        | Paese Nuovo                          | Paese Nuovo                          | 128     | 0,2  |
|                                        | Abolizione Scorporo                  | Abolizione Scorporo                  | 43      | 0,1  |
| Gesamt                                 | Gesamt                               | Gesamt                               | 82.544  | 100  |
|                                        |                                      |                                      |         |      |
| Ungültige Stimmen                      | Ungültige Stimmen                    | Ungültige Stimmen                    | 4.754   | 5,4  |
| Wähler                                 | Wähler                               | Wähler                               | 87.298  | 85,4 |
| Wahlberechtigte                        | Wahlberechtigte                      | Wahlberechtigte                      | 102.184 |      |
|                                        |                                      |                                      |         |      |
| Quelle: Innenministerium               |                                      |                                      |         |      |

## Von 2017 bis 2020

### Wahlkreisgebiet
Der Wahlkreis umfasste 40 Gemeinden: alle 33 Gemeinden der Provinz Terni und 7 Gemeinden der Provinz Perugia (Campello sul Clitunno, Castel Ritaldi, Fratta Todina, Massa Martana, Monte Castello di Vibio, Spoleto und Todi).

### Wahlergebnisse

#### Parlamentswahl 2018
| Kandidaten               | Kandidaten               | Stimmen | %    | Listen                              | Stimmen | %    |
| ------------------------ | ------------------------ | ------- | ---- | ----------------------------------- | ------- | ---- |
|                          | Raffaele Nevigewählt     | 63.515  | 37,5 | Lega                                | 34.131  | 20,1 |
| Forza Italia             | Raffaele Nevigewählt     | 63.515  | 37,5 | 20.199                              | 11,9    |      |
| Fratelli d’Italia        | Raffaele Nevigewählt     | 63.515  | 37,5 | 8.508                               | 5,0     |      |
| Noi con l’Italia – UDC   | Raffaele Nevigewählt     | 63.515  | 37,5 | 677                                 | 0,4     |      |
|                          | Lucio Riccetti           | 48.897  | 28,8 | Movimento 5 Stelle                  | 48.897  | 28,8 |
|                          | Cesare Damiano           | 43.081  | 25,4 | Partito Democratico                 | 38.834  | 22,9 |
| +Europa                  | Cesare Damiano           | 43.081  | 25,4 | 3.078                               | 1,8     |      |
| Civica Popolare          | Cesare Damiano           | 43.081  | 25,4 | 609                                 | 0,4     |      |
| Italia Europa Insieme    | Cesare Damiano           | 43.081  | 25,4 | 560                                 | 0,3     |      |
|                          | Antonio Iannoni          | 5.037   | 3,0  | Liberi e Uguali                     | 5.037   | 3,0  |
|                          | Paola Capogrossi         | 2.622   | 1,5  | CasaPound Italia                    | 2.622   | 1,5  |
|                          | Emiliano Camuzzi         | 2.151   | 1,3  | Potere al Popolo!                   | 2.151   | 1,3  |
|                          | Filippo Capponi Brunetti | 1.474   | 0,9  | Partito Comunista                   | 1.474   | 0,9  |
|                          | Diego Esposito           | 1.031   | 0,6  | Il Popolo della Famiglia            | 1.031   | 0,6  |
|                          | Roberta Scarabattoli     | 711     | 0,4  | Italia agli Italiani (FT – FN)      | 711     | 0,4  |
|                          | Federico Salvati         | 466     | 0,3  | Partito Repubblicano Italiano – ALA | 466     | 0,3  |
|                          | Stefano Bei Angeloni     | 318     | 0,2  | Partito Valore Umano                | 318     | 0,2  |
|                          | Daniele Bravi            | 252     | 0,1  | 10 Volte Meglio                     | 252     | 0,1  |
| Gesamt                   | Gesamt                   | 169.555 | 100  |                                     | 169.555 | 100  |
|                          |                          |         |      |                                     |         |      |
| Ungültige Stimmen        | Ungültige Stimmen        | 4.801   | 2,8  |                                     |         |      |
| Wähler                   | Wähler                   | 174.356 | 76,7 |                                     |         |      |
| Wahlberechtigte          | Wahlberechtigte          | 227.412 |      |                                     |         |      |
|                          |                          |         |      |                                     |         |      |
| Quelle: Innenministerium |                          |         |      |                                     |         |      |

## Seit 2020

### Wahlkreisgebiet
| Wahlkreise – Camera dei deputati – Umbrien | Wahlkreise – Camera dei deputati – Umbrien | Wahlkreise – Camera dei deputati – Umbrien  |
| Provinz                                    | Provinz                                    | Gemeinden nach Provinzen ⮞ Wahlkreis        |
| ------------------------------------------ | ------------------------------------------ | ------------------------------------------- |
|                                            | Provinz Perugia (59 Gemeinden)             | 28 ⮞ Wahlkreis Perugia 31 ⮞ Wahlkreis Terni |
|                                            | Provinz Terni (33 Gemeinden)               | alle ⮞ Wahlkreis Terni                      |

Der Wahlkreis umfasst 64 Gemeinden:
- alle 33 Gemeinden der Provinz Terni;
- 31 Gemeinden der Provinz Perugia (Bevagna, Campello sul Clitunno, Cascia, Castel Ritaldi, Castiglione del Lago, Cerreto di Spoleto, Città della Pieve, Collazzone, Foligno, Fratta Todina, Giano dell’Umbria, Gualdo Cattaneo, Massa Martana, Monte Castello di Vibio, Montefalco, Monteleone di Spoleto, Norcia, Paciano, Panicale, Piegaro, Poggiodomo, Preci, Sant’Anatolia di Narco, Scheggino, Sellano, Spello, Spoleto, Todi, Trevi, Vallo di Nera und Valtopina).

### Wahlergebnisse

#### Parlamentswahl 2022
| Kandidaten                          | Kandidaten                     | Stimmen | %    | Listen                                                  | Stimmen | %    |
| ----------------------------------- | ------------------------------ | ------- | ---- | ------------------------------------------------------- | ------- | ---- |
|                                     | Raffaele Nevigewählt           | 100.231 | 47,0 | Fratelli d’Italia                                       | 67.663  | 31,7 |
| Lega per Salvini Premier            | Raffaele Nevigewählt           | 100.231 | 47,0 | 16.811                                                  | 7,9     |      |
| Forza Italia                        | Raffaele Nevigewählt           | 100.231 | 47,0 | 14.968                                                  | 7,0     |      |
| Noi Moderati                        | Raffaele Nevigewählt           | 100.231 | 47,0 | 789                                                     | 0,4     |      |
|                                     | Francesco De Rebotti           | 56.028  | 26,3 | Partito Democratico – Italia Democratica e Progressista | 43.684  | 20,5 |
| Alleanza Verdi e Sinistra           | Francesco De Rebotti           | 56.028  | 26,3 | 7.503                                                   | 3,5     |      |
| +Europa                             | Francesco De Rebotti           | 56.028  | 26,3 | 4.023                                                   | 1,9     |      |
| Impegno Civico – Centro Democratico | Francesco De Rebotti           | 56.028  | 26,3 | 818                                                     | 0,4     |      |
|                                     | Ilaria Gabrielli               | 27.287  | 12,8 | Movimento 5 Stelle                                      | 27.287  | 12,8 |
|                                     | Franco Raimondo Barbarella     | 15.731  | 7,4  | Azione – Italia Viva                                    | 15.731  | 7,4  |
|                                     | Andrea Bindocci                | 4.257   | 2,0  | Italexit per l’Italia                                   | 4.257   | 2,0  |
|                                     | Matteo Natalini                | 3.037   | 1,4  | Italia Sovrana e Popolare                               | 3.037   | 1,4  |
|                                     | Anna De Carlo                  | 2.772   | 1,3  | Partito Comunista Italiano                              | 2.772   | 1,3  |
|                                     | Benedetta Calderigi            | 2.746   | 1,3  | Unione Popolare                                         | 2.746   | 1,3  |
|                                     | Alessandra Garaffa             | 1.120   | 0,5  | Vita                                                    | 1.120   | 0,5  |
|                                     | Valentina Maria Carmela Parisi | 124     | 0,1  | Noi di Centro – Europeisti                              | 124     | 0,1  |
| Gesamt                              | Gesamt                         | 213.333 | 100  |                                                         | 213.333 | 100  |
|                                     |                                |         |      |                                                         |         |      |
| Ungültige Stimmen                   | Ungültige Stimmen              | 9.544   | 4,3  |                                                         |         |      |
| Wähler                              | Wähler                         | 222.877 | 67,6 |                                                         |         |      |
| Wahlberechtigte                     | Wahlberechtigte                | 329.500 |      |                                                         |         |      |
|                                     |                                |         |      |                                                         |         |      |
| Quelle: Innenministerium            |                                |         |      |                                                         |         |      |